# C-Block

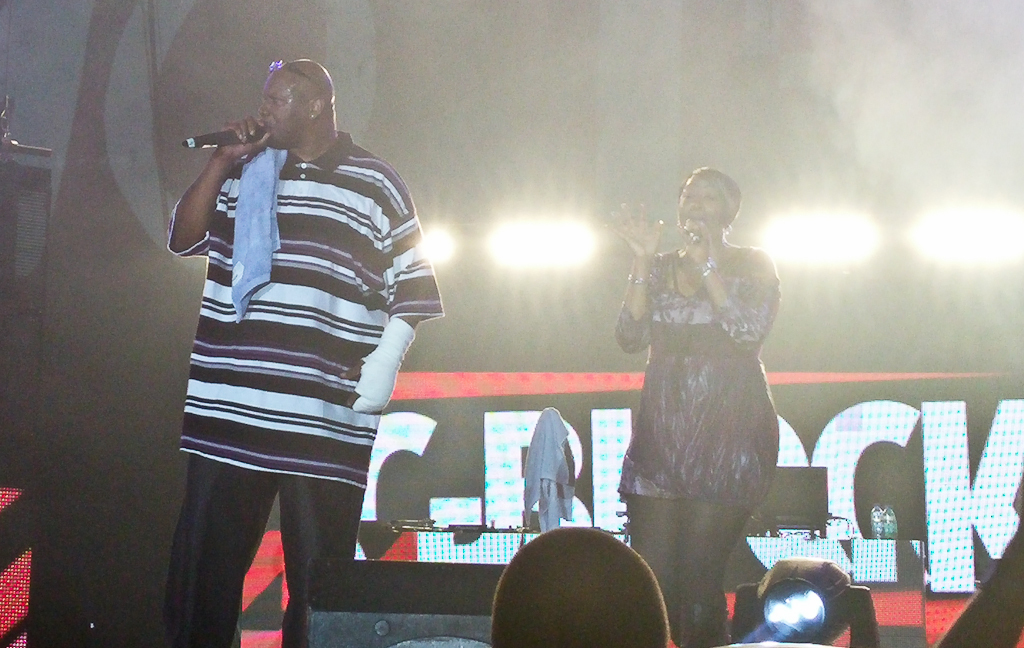
C-Block in Sofia (2015)

C-Block ist eine erfolgreiche deutsche Hip-Hop- und Dance-Formation.

## Biografie
In den frühen 1990er Jahren hatten Dance-Acts wie Snap! oder C+C Music Factory mit ihrem Hip-Hop-Dance-Sound großen Erfolg in den europäischen Hitparaden. Deshalb beschlossen die Produzenten Ullrich Buchmann, Jörg Wagner und Franky Miller (* 26. Februar 1966 als Frank Müller in Bad Homburg vor der Höhe), eine eigene Band zu formieren, die sich im Hip-Hop- und Dance-Bereich positioniert.
Miller engagierte die beiden afro-amerikanischen Rapper Mr. P (James White) und Red Dogg (Anthony Joseph), zwei ehemalige US-Soldaten, die nach dem Zweiten Golfkrieg in Deutschland geblieben waren, um hier eine Musikkarriere zu starten. Außerdem stießen die Sängerinnen Raquel Gomez und Theresa „Misty“ Baltimore sowie der Sänger Preston „Goldie Gold“ Holloway zur Formation, die nun den Namen C-Block erhielt, und arbeiteten zunächst als Backgroundsänger.
1996 erschien die Debütsingle Shake Dat Azz, eine Kollaboration mit dem Chicagoer Rapper A. K. Swift, die zwar keine Chartposition erreichte, aber ein Achtungserfolg wurde. Der Durchbruch kam mit der Folgesingle So Strung Out, einer gefühlvollen Ode an die Drogenopfer auf der ganzen Welt, die gleichzeitig der größte Hit der Gruppe wurde. Das Lied stieg in die Top 10 in Deutschland und der Schweiz sowie in die österreichischen Top 20. Time Is Tickin’ Away war Mitte 1997 ähnlich erfolgreich. Die letzte Auskopplung aus dem Album General Population hieß Summertime und stand im Herbst des Jahres immerhin noch in den deutschen Top 20.
Mr. P verließ C-Block Ende 1997. Seine Position wurde nun von Baltimore und Holloway übernommen. Es entstand das Album Keepin’ It Real, das deutlich poporientierter war als sein Vorgänger, aber deutlich weniger kommerziellen Erfolg hatte. Die Auskoppelung Eternal Grace stand Ende 1997 bzw. Anfang 1998 in den deutschen Top 10 und den Schweizer Top 20. Es folgte die Coverversion des Mr.-Mister-Hits Broken Wings, für die nur noch mittlere Platzierungen möglich wurden.
Das letzte Mal schaffte C-Block Ende 1999 mit der Single Keep Movin’ den Einstieg in die deutschen Charts. Mr. P war inzwischen zur Gruppe zurückgekehrt, außerdem wurde die R&B-Sängerin Jeanine Love rekrutiert. Als der erhoffte Erfolg ausblieb, kam es Ende 2000 zur Auflösung des Projekts. Das zuvor entstandene Album Changes wurde zunächst nicht veröffentlicht. Es erschien erst 2010 unter dem Titel The Last Album, allerdings nur im Internet.
Franky Miller kündigte im Juli 2023 über sein Budapester Label Duna Beats an, dass C-Block in neuer Besetzung auf die Bühne zurückkehren werde. Am 10. August 2023 erschien ein Remix ihres Songs Summertime in Zusammenarbeit mit Charming Horses. Im Oktober 2023 erschien über das Label Duna Beats von Franky Miller die erste komplett neu geschriebene Single Weather mit der neuen Sängerin EASI.

## Diskografie

### Studioalben
| Jahr | Titel              | Höchstplatzierung, Gesamtwochen, AuszeichnungChartplatzierungen (Jahr, Titel, Platzierungen, Wochen, Auszeichnungen, Anmerkungen) | Höchstplatzierung, Gesamtwochen, AuszeichnungChartplatzierungen (Jahr, Titel, Platzierungen, Wochen, Auszeichnungen, Anmerkungen) | Höchstplatzierung, Gesamtwochen, AuszeichnungChartplatzierungen (Jahr, Titel, Platzierungen, Wochen, Auszeichnungen, Anmerkungen) | Anmerkungen                             |
| Jahr | Titel              | DE | AT | CH | Anmerkungen                             |
| ---- | ------------------ | --- | --- | --- | --------------------------------------- |
| 1997 | General Population | DE14 (15 Wo.)DE | AT41 (3 Wo.)AT | CH10 (14 Wo.)CH | Erstveröffentlichung: 26. Mai 1997      |
| 1998 | Keepin’ It Real    | DE45 (5 Wo.)DE | — | CH34 (2 Wo.)CH | Erstveröffentlichung: 20. April 1998    |
| 2010 | The Last Album     | — | — | — | Erstveröffentlichung: 26. November 2010 |

### EPs
- 1998: The Story of Success (Promo-EP mit 5 Tracks)

### Singles
| Jahr | Titel Album                             | Höchstplatzierung, Gesamtwochen, AuszeichnungChartplatzierungen (Jahr, Titel, Album, Platzierungen, Wochen, Auszeichnungen, Anmerkungen) | Höchstplatzierung, Gesamtwochen, AuszeichnungChartplatzierungen (Jahr, Titel, Album, Platzierungen, Wochen, Auszeichnungen, Anmerkungen) | Höchstplatzierung, Gesamtwochen, AuszeichnungChartplatzierungen (Jahr, Titel, Album, Platzierungen, Wochen, Auszeichnungen, Anmerkungen) | Anmerkungen                            |
| Jahr | Titel Album                             | DE | AT | CH | Anmerkungen                            |
| ---- | --------------------------------------- | --- | --- | --- | -------------------------------------- |
| 1996 | So Strung Out General Population        | DE4 Gold · (24 Wo.)DE | AT14 (12 Wo.)AT | CH7 (19 Wo.)CH | Erstveröffentlichung: 4. Oktober 1996  |
| 1997 | Time Is Tickin’ Away General Population | DE5 Gold · (16 Wo.)DE | AT16 (11 Wo.)AT | CH9 (12 Wo.)CH | Erstveröffentlichung: 5. Mai 1997      |
| 1997 | Summertime General Population           | DE19 (11 Wo.)DE | — | — | Erstveröffentlichung: 11. August 1997  |
| 1997 | Eternal Grace Keepin’ It Real           | DE8 Gold · (13 Wo.)DE | — | CH20 (11 Wo.)CH | Erstveröffentlichung: 8. Dezember 1997 |
| 1998 | Broken Wings Keepin’ it Real            | DE27 (9 Wo.)DE | — | CH31 (4 Wo.)CH | Erstveröffentlichung: 9. März 1998     |
| 1999 | Keep Movin’ The Last Album              | DE66 (5 Wo.)DE | — | — | Erstveröffentlichung: 2. August 1999   |

Weitere Singles
- 1996: Shake Dat Azz (feat. A.K.-S.W.I.F.T.)
- 2000: The Future Is so Bright
- 2023: Summertime (mit Charming Horses)
- 2023: Weather

## Auszeichnungen für Musikverkäufe
| Goldene Schallplatte - Polen - 1997: für das Album General Population |

Anmerkung: Auszeichnungen in Ländern aus den Charttabellen bzw. Chartboxen sind in ebendiesen zu finden.
| Land/RegionAuszeichnungen für Musikverkäufe (Land/Region, Auszeichnungen, Verkäufe, Quellen) | Gold     | Platin | Verkäufe | Quellen           |
| -------------------------------------------------------------------------------------------- | -------- | ------ | -------- | ----------------- |
| Deutschland (BVMI)                                                                           | 3× Gold3 | —      | 750.000  | musikindustrie.de |
| Polen (ZPAV)                                                                                 | Gold1    | —      | 50.000   | olis.pl           |
| Insgesamt                                                                                    | 4× Gold4 | —      |          |                   |